# علی محمد مجور
علی محمد مجور (انگلیسی: Ali Muhammad Mujawar؛ زادهٔ ۲۶ آوریل ۱۹۵۳) یک سیاست‌مدار اهل یمن است. وی از آوریل ۲۰۰۷ تا دسامبر ۲۰۱۱ نخست‌وزیر این کشور بود.